# Edifício Sulacap
Edifício Sulacap é um prédio inaugurado no ano de 1946 localizado no bairro Centro de Salvador, município capital do estado brasileiro da Bahia.

## História
O Edifício Sulacap foi inaugurado no ano de 1946, sendo projetado pelos arquitetos Anton Floderer e Robert Prentice, o primeiro austríaco e o segundo escocês, profissionais que desenvolveram diversas obras no Brasil. O prédio é localizado na região central de Salvador, localizado na esquina da Avenida Sete de Setembro com a Rua Carlos Gomes, em frente à Praça Castro Alves, e é um dos principais representantes da Art déco na capital soteropolitana. Segundo o professor aposentado de Arquitetura da Faculdade de Arquitetura da Universidade Federal da Bahia (FAUFBA) instituição vinculada a Universidade Federal da Bahia (UFBA), Isaias Carvalho, "Desde os anos 30, desejava-se a cidade ‘moderna’, e essa vontade foi sendo concretizada na região mais ao norte, como as condições eram mais interessantes aos investidores [...] O Sulacap representa isso."
O prédio possui sete andares, cento e vinte uma lojas além de quatro lojas. A edificação ocupa cerca de 900 metros quadrados, com oito pavimentos e subsolo, totalizando 4 mil metros quadrados de área construída. O prédio foi muito frequentado pelos músicos Gilberto Gil para trabalhar com jingles na Gravações JS e o maestro Carlos Lacerda, além de ser um dos principais pontos de encontro no Carnaval de Salvador.

## Tombamento
Sendo um dos principais representantes do movimento artístico europeu da Art déco — caracterizado pelo luxo e e pela extravagância — o prédio foi observado pelos órgãos de preservação memorial do Estado da Bahia, como o Instituto do Patrimônio Artístico e Cultural da Bahia (IPAC).
O processo pelo tombamento do prédio iniciou-se no ano de 2008, pela funcionária Nilde Nobre do Conselho Estadual de Cultura (CEC), que propôs o tombamento do prédio baiano e recebeu o tombamento provisório.
No ano de 2016, em meio ao governo Temer, o prédio buscou um edital de captura de recursos financeiros de manutenção do edifício junto ao Conselho de Cultura. No mesmo ano, o prédio recebeu parecer favorável ao tombamento e coube o processo à ser analisado pelo governador da Bahia, Rui Costa.
Em reportagem de 2021 publicada no jornal baiano Correio, apurada pela jornalista Rafaela Santana, constou que a Defesa Civil da Bahia percebeu uma série de problemas estruturais no prédio. A reportagem demonstrou, assim como a perícia, que partes estruturais do prédio correm risco de desabar e com isso colocar o prédio em risco devido à falta de manutenção.